# 초이왕
초이왕(몽골어: цуйван)은 몽골의 전통 음식이다. 쇠고기나 양고기와 양파, 당근, 피망 등 채소를 넣고 볶아 만든 국수 요리이다.